# موريلو ماكاري
موريلو ماكاري هو لاعب كرة قدم برازيلي في مركز الوسط، ولد في 21 سبتمبر 1987 في توباراو في البرازيل. لعب مع نادي دومجاله ونادي ريجينا ونادي فيغورينسي ونادي نوم كاليو.

## وصلات خارجية
- موريلو ماكاري على موقع Soccerway.com (الإنجليزية)